# Statens biografbyrå
Statens biografbyrå var till och med 2010 en statlig förvaltningsmyndighet som sorterade under Kulturdepartementet. Till myndigheten var knutna två rådgivande organ, Statens filmgranskningsråd och Statens barnfilmnämnd. Biografbyrån hade i uppgift att granska om framställningen i en film eller ett videogram skulle godkännas för visning vid allmän sammankomst eller offentlig tillställning. Myndigheten skulle också utöva tillsyn över efterlevnaden av vissa lagbestämmelser, bland annat i brottsbalken, och föra register över videogramdistributörer. Film var den enda konstformen i Sverige som förhandsgranskades av en statlig myndighet.
Framställningen i en film skulle vara granskad och godkänd av Statens biografbyrå, innan den fick visas vid allmän sammankomst eller offentlig tillställning. Framställningen i en film eller en del därav fick inte godkännas för visning, om händelserna skildrades på sådant sätt och i sådant sammanhang att framställningen "kan verka förråande". Framställningen fick inte godkännas för visning för barn under sju år, under elva år eller under femton år, om den kunde vålla barn i den aktuella åldersgruppen psykisk skada.
Statens biografbyrå var världens äldsta filmcensurorgan fram till nedläggandet vid årsskiftet 2010/2011, instiftad 1911. Byråns syfte var till en början att klippa bort de delar i en film som ansågs vara obehaglig, moraliskt stötande och sätta åldersgränser.

## Tidig historia
Den första offentliga filmvisningen i Sverige ägde rum på en stor industrimässa i Malmö år 1896, där uppemot 30.000 besökare fick se rörliga bilder från Paris gatuliv. Decenniet senare var det nya mediet spritt i landet och några år in på 1900-talet fanns biografer över hela Sverige. Under de tidiga åren existerade inga enhetliga regler för filmvisning och ansvaret för att kontrollera filmvisningarna och dess innehåll föll på de lokala polismyndigheterna, ett upplägg som kunde få till följd att en film tilläts i ett polisdistrikt med förbjöds i ett angränsade. 1905 utfärdade Överståthållarämbetet riktlinjer för visningarna, som nu inte fick innehålla t.ex. sedlighetsstridande bilder eller skildring av svårare brottslighet. Vad gällde film riktad till barn fick inget visas som kunde "uppväcka skräck eller fasa" eller på annat sätt verka olämpligt.  Som reglerna var utformade så fanns det bara möjlighet till efterhandingripanden mot otillåten visning, det var alltså ännu inte fråga om en förhandsgranskning. Ett lokalt undantag fanns, i Helsingborg och Malmö hade de lokala polismyndigheterna i november 1908 börjat arbeta med obligatorisk förhandsgranskning av biografprogram. 

Då det nya mediet i stor utsträckning lockade en yngre publik så krävde en stark opinion i landet mer enhetliga regler och en bättre kontroll av biografmarknaden och dess repertoar. I Stockholm bedrev det Pedagogiska sällskapet en privat och frivillig kontroll, eller kanske kartläggning, av repertoaren på stadens biografer. 

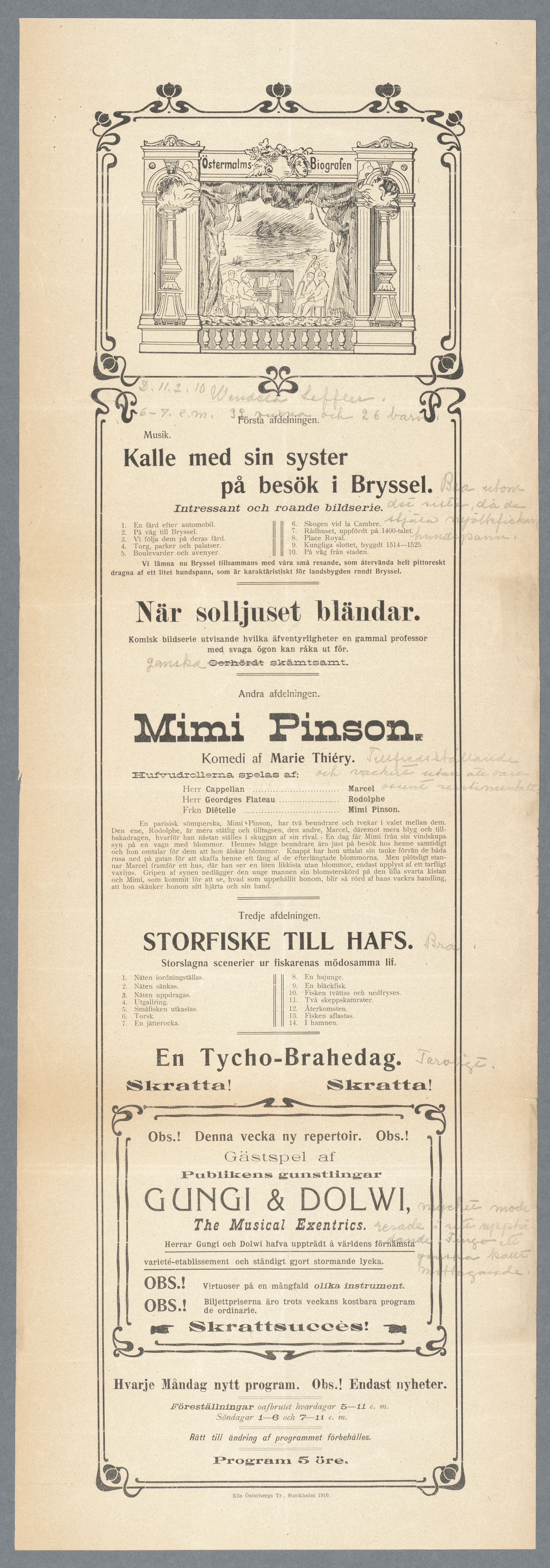
Stolpaffisch från Östermalmsbiografen 1910

 1909 tillsattes en utredning och de tre sakkunniga Marie-Louise Gagner, Per Cronwall samt Charles Magnusson tillkallades för att utreda frågan om kontrollen över den svenska biografrepertoaren.

1911 antogs Biografförordningen och med den trädde regler i kraft som krävde att all film avsedd för offentlig visning skulle förhandsgranskas och för att utföra granskningen inrättades vad som kom att bli världens äldsta filmcensursmyndighet, Statens Biografbyrå. Den nya myndigheten kunde förbjuda delar av en film eller utfärda totalförbud för den. För att skilja barnfilm från vuxenfilm sattes en åldersgräns till 15 år.  Förordningens § 6:

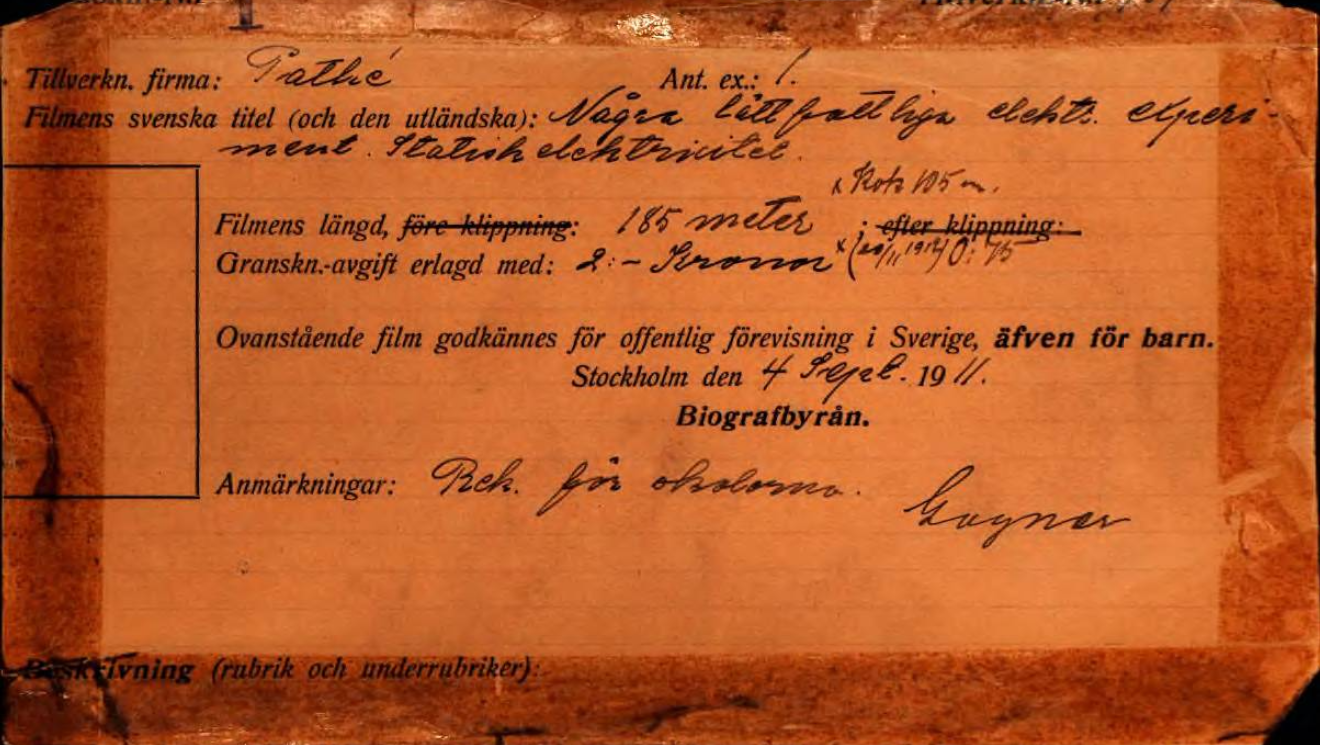
Granskningskort #1. Den första film att granskas av Statens Biografbyrå 1911.

Granskningsman må ej godkänna biografbilder, vilkas förevisande skulle strida mot allmän lag eller goda seder eller eljest kunna verka förråande, upphetsande eller förvillande av rättsbegreppen. Bilder som framställa skräckscener, självmord eller grova förbrytelser på sådant sätt eller i sådant sammanhang att dylik verkan kan åstadkommas, må sålunda icke godkännas. Till förvisning vid sådan tillställning, till vilket barn under 15 år lämnas tillträde, må ej heller godkännas bilder som äro ägnade att skadligt uppjaga barns fantasi eller eljest menligt inverka på deras andliga utveckling eller hälsa. Bilder av annan beskaffenhet än nu nämnts må granskningsman ej vägra godkänna.
Den 1 september 1911 invigdes den nya myndigheten och den allra första film att granskas var en som visade "Några lättfattliga elektriska experiment. Statisk elektricitet". Filmen godkändes utan ingrepp och kunde visas offentligt. Den första filmen att förbjudas efter granskning blev "Tvenne grannar", med granskningsnummer 11, som belades med förbud att visas offentligt i Sverige då den ansågs strida mot goda seder. Filmens handling beskrivs på granskningskortet som "En ung man friar till en ung fin flicka. Plumpt". Den första svenskproducerade filmen att totalförbjudas var Victor Sjöströms "Trädgårdsmästaren" från 1912.     

## Filmcensuren under världskrigen
Samma år som utbrottet av det första världskriget, 1914, infördes en förändring i Biografförordningen, rörande rikets säkerhet. Den nya bestämmelsen innebar att det nu inte gick att visa sådant som kunde anses "olämpligt med hänsyn till rikets förhållande till främmande makt" eller bilder som kunde röja faktiskta förhållanden inom krigsmakten på ett sätt som kunde äventyra Sveriges försvar. Det senare riktade in sig på journalfilmer med motiv ur försvarmakten. Under kriget förbjöds och censurerades film med hänvisning till paragrafens nya lydelse och eftersom filmen vid tiden var stum var det vanligt att klippen inte gjordes av själva bilderna, utan snarare på textremsan. Det handlade om att justera tendensen i filmen genom att ändra text eller bild så att de inte tog ställning i själva konflikten. Som exempel på censurerad journalfilm under första världskriget kan nämnas "Tyskarna vid Somme del 1", i vilken undertexten "Den genom engelsk kanoneld alldeles förstörda kyrkan i Bapaume" ändrades till "Den genom kanoneld förstörda kyrkan i Bapaume". Även spelfilm censurerades med hänvisning till de nya bestämmelserna. 
Under andra världskriget blev återigen censur av propagandainslag i film aktuell. Förutom de dokumentära journalfilmerna så censurerades även denna gång spelfilm som på något sätt kunde anses ta ställning i konflikterna. Bland förbjudna spelfilmer från krigsåren finns bland annat tyska "Heimkehr" från 1942 och en tecknad Disneyfilm från 1943, "Der Fürers face", vars handling beskrivs som "Kalle Anka på äventyr i det nationalsocialistiska Tyskland". En film som, efter väldigt lång betänktetid, godkändes för visning efter att vissa scener censurerats var "Casablanca" från 1942 (godkänd för svensk visning oktober 1943). Bland de klipp som Statens biografbyrå gjorde i filmen fanns scener med "antitysk" och "anti-italiensk" dialog. Byrån klippte även bort en scen i slutet av filmen som tydligt visar en spark mot en vischyvattenflaska, med hänsyn till den franska Vichy-regeringen. Ytterligare en film som skapade debatt var Charlie Chaplins film Diktatorn från 1940, en film som aldrig förbjöds i Sverige eftersom den aldrig lämnades in för granskning under kriget. Hade den lämnats in av distributören så hade den troligen inte passerat censuren. Filmen kom dock att få stor spridning i landet då den visades i så kallade slutna sällskap, vilket alltså inte räknades som offentlig visning. Filmen lämnades in först 1945, efter krigsslutet, och fick biopremiär samma år.
En annan film som fick stor spridning i så kallade slutna sällskap var Pansarkryssaren Potemkin från 1925. Denna film totalförbjöds av Biografbyrån då den ansågs kunna "upphetsa" sin publik men kom att visas, i synnerhet inom arbetarkretsar, i vad polismakten hävdade var för ändamålet skapade slutna sällskap. Filmens svenska distributör hade dessutom i ett tidigare skede hört med Biografbyrån om det gick att klippa om filmen för att "beröva den dess bolsjevistiska karaktär" och därmed få den godkänd. Först 1946, och efter att scener som visade "närbild av stöveltramp på en hand samt närbild av sönderskjutet ansikte" censurerats, tilläts filmen visas offentligt i Sverige.

## Åldersgränser

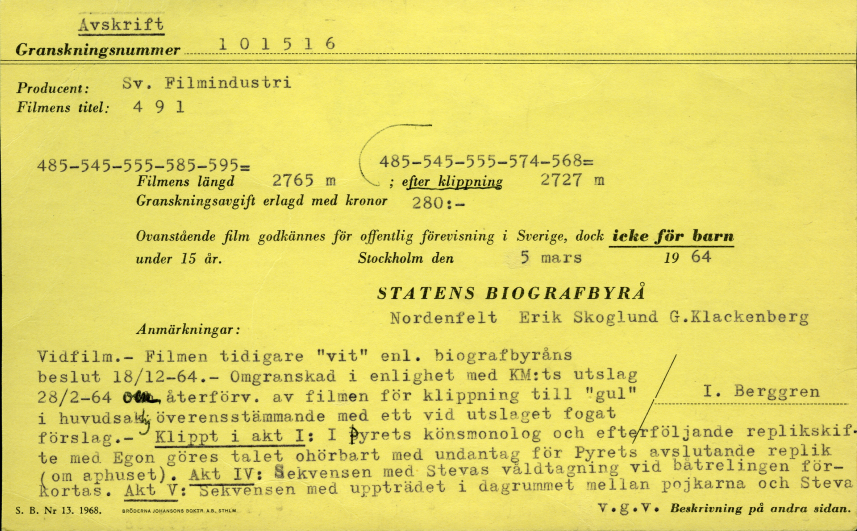
Censurkort för Vilgot Sjömans film 491.

Gränsen för att få se vuxenfilm gick vid 15 år. År 1959 infördes gränsen "från 11 år" och 1978 tillkom "från 7 år". År 1991 infördes ledsagarregeln som innebar att 7- och 11-årsgränserna kunde bortses ifrån ifall barnet ifråga hade sällskap av en vuxen, en person över arton år. Femtonårsgränsen gällde dock som tidigare, men justerades 2017 så att också den gränsen inkluderades i ledsagarregeln. Efter 1996 rådde ett principbeslut att inte längre klippa bort scener eller förbjuda filmer. I stället syftade verksamheten helt till att bestämma åldersgränserna. Det finns dock filmer som fått scener bortklippta efter 1996.
I en utredning 2009 (SOU 2009:51) föreslogs  att vuxencensuren avskaffas, med innebörden att filmer som distributören väljer att inte låta granska automatiskt får åldersgränsen 18 år. Om distributören vill ha en lägre åldersgräns måste filmen dock granskas, föreslog utredningen. Den 2 december 2010 beslutade riksdagen att avskaffa filmcensuren från och med den 1 januari 2011.
Statens biografbyrå avvecklades och ersattes av den nya myndigheten Statens medieråd den 1 januari 2011.

## Direktörer
- Walter Fevrell, 1911–1914
- Gustaf Berg, 1914–1918
- Gunnar Bjurman, 1918–1946
- Jan-Gunnar Lindström, 1946–1949
- Gunnar Klackenberg, tillförordnad 1949–1950
- Torsten Eklund, tillförordnad, 1951–1953
- Erik Skoglund, tillförordnad 1954–1959, ordinarie 1959–1971
- Gustaf Lindenbaum, tillförordnad 1971, ordinarie 1972–1981, tillförordnad 1982
- Gunnel Arrbäck, 1981–2007
- Erik Wallander, 2007–2008
- Anki Dahlin, 2009–2010

### Fotnoter
1. ↑  Betänkande 2009, s. 47, 49.
2. ↑  ”1 § förordningen (2007:1182) med instruktion för Statens biografbyrå.”. Arkiverad från originalet den 1 maj 2008. https://web.archive.org/web/20080501115418/http://www.notisum.se/rnp/sls/lag/20071182.HTM#P1. Läst 19 juni 2008.
3. ↑  ”1 § lagen (1990:886) om granskning och kontroll av filmer och videogram.”. Arkiverad från originalet den 30 april 2008. https://web.archive.org/web/20080430232638/http://www.notisum.se/rnp/sls/lag/19900886.HTM#P1. Läst 19 juni 2008.
4. ↑  ”4 § lagen om granskning och kontroll av filmer och videogram.”. Arkiverad från originalet den 30 april 2008. https://web.archive.org/web/20080430232638/http://www.notisum.se/rnp/sls/lag/19900886.HTM#P4. Läst 19 juni 2008.
5. ↑  ”5 § lagen om granskning och kontroll av filmer och videogram.”. Arkiverad från originalet den 30 april 2008. https://web.archive.org/web/20080430232638/http://www.notisum.se/rnp/sls/lag/19900886.HTM#P5. Läst 19 juni 2008.
6. ↑  Arrbäck, Gunnel (Februari 2001). Statens biografbyrå 1911-2000. sid. s. 14
7. ↑  SOU 1951:16, s. 17
8. ↑  Förordningen den 22 juni 1911 (nr 71 s. 1)
9. ↑  Riksarkivet. Statens biografbyrås arkiv. D1A: Filmgranskningskort I. Vol 1.
10. ↑  Riksarkivet. Statens biografbyrås arkiv. D1A: Filmgranskningskort I. Vol 1
11. ↑  Arrbäck, Gunnel (Februari 2001). Statens biografbyrå 1911-2000. sid. 14
12. ↑  Riksarkivet. Statens biografbyrås arkiv. D1A: Filmgranskningskort I. Vol 11, granskningskort nr. 17204
13. ↑  Betänkande 2009, s. 47, 49 Riksarkivet. Statens biografbyrås arkiv. D1A: Filmgranskningskort I. Vol 43. Granskningskort nr 63973
14. ↑  Riksarkivet. Statens biografbyrås arkiv. D1A: Filmgranskningskort I. Vol 46. Granskningskort nr 65827
15. ↑  Riksarkivet. Statens biografbyrås arkiv. D1A: Filmgranskningskort I. Vol 45. Granskningskort nr 66310.
16. ↑  Riksarkivet. Statens biografbyrås arkiv. D1A: Filmgranskningskort I. Vol 47. Granskningskort nr 69093
17. ↑  Riksarkivet. Statens biografbyrås arkiv. E 1: Korrespondens i chefsärenden. Vol 9.
18. ↑  Blomkvist, Mårten. ”Censuren - så kom den till” (pdf). Svenska filminstitutet. http://www.filminstitutet.se/globalassets/2.-fa-kunskap-om-film/filmpedagogik/filmens-forsta-ar/filmens_forsta_ar_censuren.pdf. Läst 4 oktober 2017.
19. ↑  ”Nu får barn gå på 15-årsfilm på bio”. Göteborgsposten. 1 mars 2017. http://www.gp.se/kultur/nu-f%C3%A5r-barn-g%C3%A5-p%C3%A5-15-%C3%A5rsfilm-p%C3%A5-bio-1.4177865. Läst 23 mars 2018.
20. ↑  Agebäck Ann Katrin, red (2002) (pdf). Tillsammans: erfarenheter av regeln om vuxenmedverkan på biograf. Våldsskildringsrådets skriftserie, 1102-447X ; 27. Stockholm: Våldsskildringsrådet. sid. 9ff, 27. Libris 8398549. Arkiverad från originalet den 1 oktober 2017. https://web.archive.org/web/20171001213018/https://statensmedierad.se/download/18.6cd9b89d14fefd0c4f596138/1443177786524/Nr-27-Tillsammans.pdf. Läst 1 oktober 2017
21. ↑  Nilsson, Torgny (10 juni 2009). ”Snipp snipp, kända klipp”. Helsingborgs Dagblad. https://www.hd.se/2009-06-10/snipp-snipp-kanda-klipp. Läst 1 oktober 2017.
22. ↑  Betänkande 2009, s. 55.
23. ↑  Filmcensuren avskaffas Arkiverad 25 oktober 2011 hämtat från the Wayback Machine. Sydsvenskan, 3 december 2010
24. ↑  Ny mediemyndighet bildas, Statens medieråd Arkiverad 14 mars 2012 hämtat från the Wayback Machine. Kulturdepartementet, 10 juni 2010